# Grand Prix moto de France 1974
Le Grand Prix moto de France 1974 est la première manche du Championnat du monde de vitesse moto 1974. La compétition s'est déroulée du 20 au 21 avril 1974 sur le circuit de Charade à Clermont-Ferrand. C'est la 40e édition du Grand Prix moto de France et la 18e édition comptant pour le championnat du monde.

## Résultats des 500 cm³
| Pos  | Pilote               | Moto            | Temps/Écart       | Points |
| ---- | -------------------- | --------------- | ----------------- | ------ |
| 1    | Phil Read            | MV Agusta       | 1 h 01 min 33 s 2 | 15     |
| 2    | Barry Sheene         | Suzuki          | +5 s 0            | 12     |
| 3    | Gianfranco Bonera    | MV Agusta       | +11 s 5           | 10     |
| 4    | Teuvo Länsivuori     | Yamaha          | +28 s 8           | 8      |
| 5    | Michel Rougerie      | Harley-Davidson | +1 min 58 s 6     | 6      |
| 6    | Billie Nelson        | Yamaha          | +2 min 33 s 6     | 5      |
| 7    | John Williams        | Yamaha          | +2 min 43 s 5     | 4      |
| 8    | Chas Mortimer        | Maxton-Yamaha   | +2 min 50 s 1     | 3      |
| 9    | Ramon Jimenez        | Yamaha          | +2 min 51 s 1     | 2      |
| 10   | Philippe Gérard      | Yamaha          | +2 min 51 s 4     | 1      |
| 11   | Olivier Chevallier   | Yamaha          | +2 min 51 s 9     |        |
| 12   | Jack Findlay         | Suzuki          | +3 min 32 s 6     |        |
| 13   | Christian Léon       | Kawasaki        | +1 tour           |        |
| 14   | Remy Hirschy         | Harley-Davidson | +1 tour           |        |
| 15   | Bernard Fau          | Yamaha          | +1 tour           |        |
| 16   | Bosse Granath        | Husqvarna       | +1 tour           |        |
| 17   | Jean-Claude Meilland | Yamaha          | +1 tour           |        |
| 18   | Gérard Chamard       | Yamaha          | +1 tour           |        |
| 19   | Walter Kaletsch      | Yamaha          | +4 tours          |        |
| Abd. | Patrick Pons         | Yamaha          | Abandon           |        |
| Abd. | Werner Giger         | Yamaha          | Abandon           |        |
| Abd. | Bill Henderson       | Yamaha          | Abandon           |        |
| Abd. | Giacomo Agostini     | Yamaha          | Abandon           |        |
| Abd. | Christian Bourgeois  | Yamaha          | Abandon           |        |
| Abd. | Eduardo Celso-Santos | Yamaha          | Abandon           |        |
| Abd. | John Dodds           | Yamaha          | Abandon           |        |
| Abd. | Paul Smart           | Suzuki          | Abandon           |        |
| Abd. | Etienne Delamarre    | Yamaha          | Abandon           |        |
| Abd. | Dieter Braun         | Yamaha          | Abandon           |        |
| Abd. | André Kaci           | Yamaha          | Abandon           |        |
| Abd. | Yvon Duhamel (en)    | Kawasaki        | Abandon           |        |
| Abd. | Sven-Olov Gunnarsson | Yamaha          | Abandon           |        |
| Abd. | Jean-Paul Boinet     | Yamaha          | Abandon           |        |
| Abd. | Rob Bron             | Yamaha          | Abandon           |        |

## Résultats des 350 cm³
| Pos | Pilote              | Moto            | Temps             | Points |
| --- | ------------------- | --------------- | ----------------- | ------ |
| 1   | Giacomo Agostini    | Yamaha          | 1 h 01 min 51 s 5 | 15     |
| 2   | Teuvo Länsivuori    | Yamaha          | +2 s 3            | 12     |
| 3   | Christian Bourgeois | Yamaha          | +54 s 4           | 10     |
| 4   | Patrick Pons        | Yamaha          | +1 min 11 s 9     | 8      |
| 5   | Michel Rougerie     | Harley-Davidson | +1 min 26 s 6     | 6      |
| 6   | Bruno Kneubühler    | Yamaha          | +1 min 41 s 2     | 5      |
| 7   | Ramon Jimenez       | Yamaha          | +1 min 52 s 7     | 4      |
| 8   | Gérard Debrock      | Yamaha          | +1 min 58 s 1     | 3      |
| 9   | Billie Nelson       | Yamaha          | +2 min 18 s 8     | 2      |
| 10  | John Dodds          | Yamaha          | +2 min 45 s 2     | 1      |
| 11  | Olivier Chevallier  | Yamaha          |                   |        |
| 12  | Christian Huguet    | Yamaha          |                   |        |
| 13  | Thierry Tchernine   | Yamaha          |                   |        |
| 14  | ...                 | ...             |                   |        |

## Résultats des 125 cm³
| Pos | Pilote            | Moto       | Temps         | Points |
| --- | ----------------- | ---------- | ------------- | ------ |
| 1   | Kent Andersson    | Yamaha     | 54 min 37 s 8 | 15     |
| 2   | Bruno Kneubühler  | Yamaha     | +18 s 9       | 12     |
| 3   | Otello Buscherini | Malanca    | +19 s 9       | 10     |
| 4   | Thierry Tchernine | Yamaha     | +2 min 13 s 5 | 8      |
| 5   | Benjamín Grau     | Derbi      | +2 min 25 s 6 | 6      |
| 6   | Etienne Delamarre | Yamaha     | +3 min 08 s 2 | 5      |
| 7   | Leif Gustafsson   | Maico      | +3 min 32 s 7 | 4      |
| 8   | Johann Zemsauer   | Rotax      | +1 tour       | 3      |
| 9   | Maurice Maingret  | Yamaha     | +1 tour       | 2      |
| 10  | Hans Hallberg     | Yamaha     | +1 tour       | 1      |
| 11  | Eugenio Lazzarini | Piovaticci |               |        |
| 12  | Ingemar Bengtsson | Delta      |               |        |
| 13  | ...               | ...        |               |        |

## Résultats des 50 cm³
| Pos | Pilote             | Moto     | Temps         | Points |
| --- | ------------------ | -------- | ------------- | ------ |
| 1   | Henk van Kessel    | Kreidler | 34 min 42 s 1 | 15     |
| 2   | Rudolf Kunz        | Kreidler | +28 s 4       | 12     |
| 3   | Otello Buscherini  | Malanca  | +32 s 6       | 10     |
| 4   | Herbert Rittberger | Kreidler | +41 s 6       | 8      |
| 5   | Wolfgang Gedlich   | Kreidler | +57 s 4       | 6      |
| 6   | Ulrich Graf        | Kreidler | +1 min 25 s   | 5      |
| 7   | Stefan Dörflinger  | Kreidler | +1 min 38 s 2 | 4      |
| 8   | Nico Polane        | Roton    | +2 min 16 s 6 | 3      |
| 9   | Günter Schirnhofer | Kreidler | +2 min 33 s 2 | 2      |
| 10  | Jan Bruins         | Jamathi  | +2 min 35 s 5 | 1      |
| 11  | Wilhelm Werner     | Kreidler |               |        |
| 12  | Rolf Blatter       | Kreidler |               |        |
| 13  | Pentti Salonen     | Puch     |               |        |
| 14  | Ingemar Bengtsson  | Delta    |               |        |
| 15  | Kasimir Rapcynski  | Kreidler |               |        |
| 16  | Pierre Audry       | ABF      |               |        |
| 17  | Joaquín Galí       | Derbi    |               |        |
| 18  | Lennart Lundgren   | Suzuki   |               |        |
| 18  | ...                | ...      |               |        |

## Résultats des Side-Cars
| Pos | Pilote                | Passager         | Moto         | Temps | Points |
| --- | --------------------- | ---------------- | ------------ | ----- | ------ |
| 1   | Siegfried Schazu      | Wolfgang Kalauch | Busch-BMW    |       | 15     |
| 2   | Werner Schwärzel      | Karl-Heinz Kleis | König        |       | 12     |
| 3   | Rudi Kurth            | Dane Rowe        | CAT-Crescent |       | 10     |
| 4   | Richard Wegener       | Derek Jacobson   | BMW          |       | 8      |
| 5   | Dennis Keen           | Roland Worrall   | König        |       | 6      |
| 6   | Heinz Luthringshauser | Hermann Hahn     | Busch-BMW    |       | 5      |
| 7   | Gustav Pape           | Franz Kallenberg | König        |       | 4      |
| 8   | Helmut Schilling      | Harald Mathews   | BMW          |       | 3      |
| 9   | Egon Schons           | Karl Lauterbach  | BMW          |       | 2      |
| 10  | Siegfried Zeh         | Jon Waters       | König        |       | 1      |
| 11  | ...                   | ...              |              |       |        |